# Magnus (Sachsen)
Magnus (* um 1045; † 23. August 1106 auf der Ertheneburg) aus dem Geschlecht der Billunger war Herzog im Stammesherzogtum Sachsen.

## Leben
Magnus war der älteste Sohn des Herzogs Ordulf und seiner Frau Wulfhild von Norwegen, eine Tochter des Königs Olav II. Haraldsson. Magnus war seit 1070/1071 mit Sophia von Ungarn († 18. Juni 1095) verheiratet, einer Tochter des ungarischen Königs Béla I. (Arpaden) und der Ryksa von Polen, und Witwe des Ulrich I. von Weimar, Markgraf von Krain und Istrien. Beide, Magnus und Sophia, wurden in der St.-Michaelis-Kirche in Lüneburg begraben. Das Paar hatte zwei Töchter:
- Wulfhild († 29. Dezember 1126 in Altdorf, begraben in Weingarten) ⚭ Heinrich IX. der Schwarze († 13. Dezember 1126), 1120 Herzog von Bayern (Welfen)
- Eilika († 18. Januar 1142) ⚭ Graf Otto der Reiche von Ballenstedt († 9. Februar 1123), 1112 Herzog von Sachsen (Askanier)

Magnus war ein erbitterter Feind des Erzbischofs Adalbert von Bremen, dessen Stift er mit wiederholten Plünderungszügen heimsuchte. 1070 unterstützte er die Empörung Ottos von Northeim gegen König Heinrich IV., wurde nach deren Beendigung in Haft genommen und auch nach Ordulfs Tod 1072 nicht freigelassen, weil er sich weigerte, die Befreiung mit dem Verzicht auf die Herzogswürde zu erkaufen.
Erst durch einen von seinem Onkel, dem Grafen Hermann initiierten Gefangenenaustausch während des Sachsenkrieges 1073 wurde er am 15. August 1073 aus der Haft auf der Harzburg entlassen. Bereits zwei Jahre später geriet Magnus nach dem Sieg Heinrichs IV. in der Schlacht bei Homburg an der Unstrut erneut in Königshaft. Bereits 1076 wieder freigelassen, kämpfte er in den Reihen der Anhänger des Gegenkönigs Rudolf in der Schlacht bei Mellrichstadt (1078), wo er mit Mühe sein Leben rettete. Später versöhnte er sich mit Heinrich und kämpfte gegen die Liutizen. 1093 half er dem mit ihm verbündeten Samtherrscher der Abodriten Heinrich von Alt-Lübeck in der Schlacht bei Schmilau zur Sicherung seiner Macht gegen seine heidnische Bevölkerung, die weder das Christentum annehmen noch Abgaben nach neuem Recht entrichten wollte.

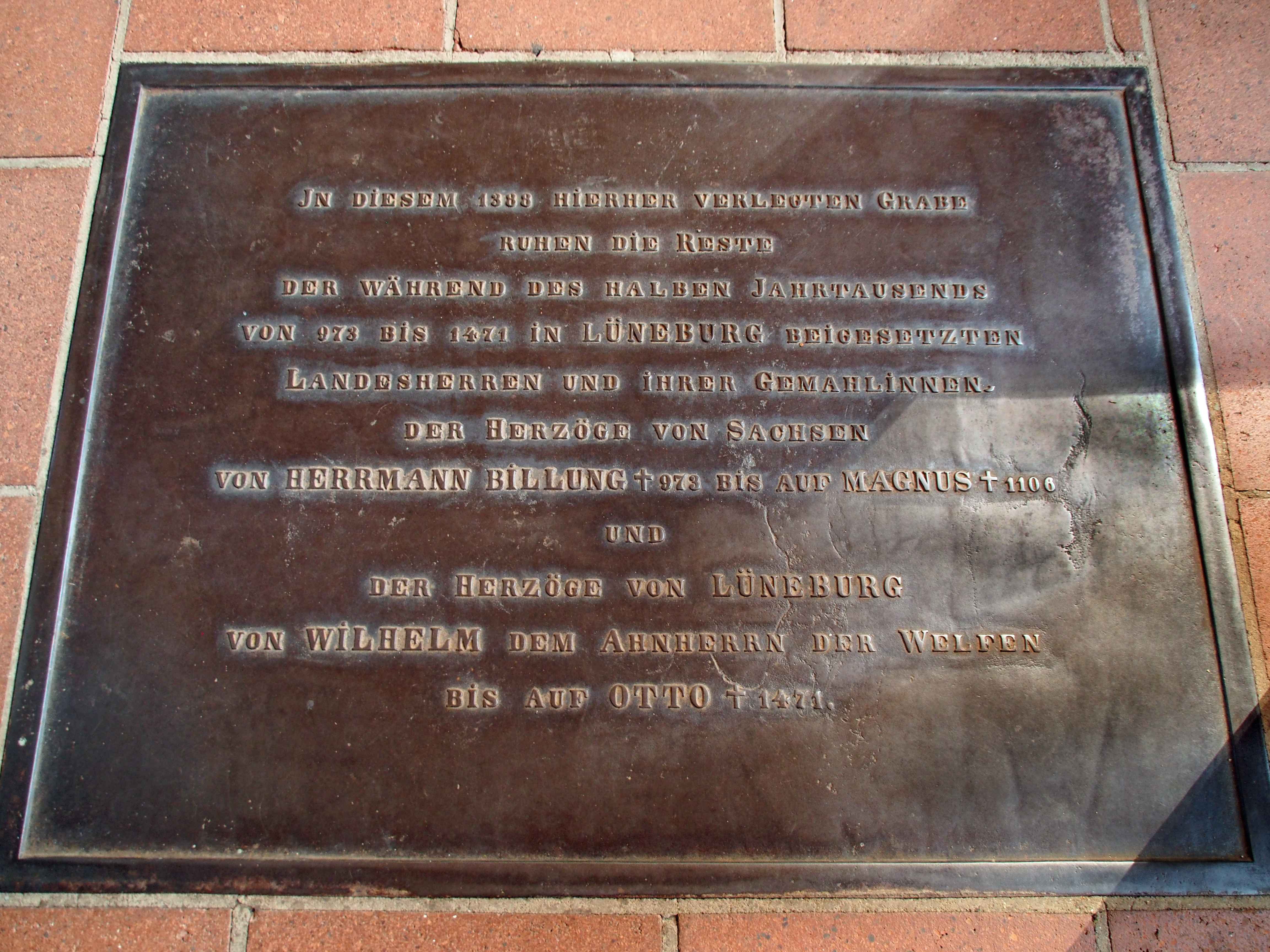
Grabplatte in der St.-Michaelis-Kirche Lüneburg

Magnus starb 1106 ohne Söhne. Mit ihm erlosch in männlicher Linie das Geschlecht der Billunger, deren Herzogtum auf Lothar von Süpplingenburg überging, während die Familiengüter über seine beiden Töchter an die Askanier und die Welfen vererbt wurden.
Magnus wurde in der Kirche St. Michaelis in Lüneburg bestattet.